# Боксберг (Айфель)
Боксберг (нем. Boxberg) — община в Германии, в земле Рейнланд-Пфальц.
Входит в состав района Вульканайфель. Подчиняется управлению Кельберг. Население составляет 214 человек (на 31 декабря 2010 года). Занимает площадь 5,64 км².